# NGC 2799
NGC 2799 este o galaxie spirală situată în constelația Linxul. A fost descoperită în 1874 de către Ralph Copeland⁠(d). Se află la o distanță de 26 de megaparseci de Pământ.